# 云南榕
云南榕（学名：Ficus yunnanensis）是桑科榕属的植物，是中国的特有植物。分布在中国大陆的云南等地，生长于海拔1,800米至2,400米的地区，多生于山坡混交林中，目前已由人工引种栽培。
其种加词 yunnanensis 意为“云南的”。